# Kendall Waston
Kendall Jamaal Waston Manley (* 1. Januar 1988 in San José) ist ein costa-ricanischer Fußballspieler.

## Karriere

### Verein
Kendall Waston begann seine Karriere in der Jugend des CD Saprissa und ging im Sommer 2007 von der zweiten Mannschaft fest in die erste über. Hier blieb er ein Jahr und wurde anschließend für ein halbes Jahr an den Club Nacional nach Uruguay verliehen. Die nächste Leihe fand Anfang März 2010 statt, diesmal ging es für ihn bis zum Sommer 2010 zum Bayamón FC nach Puerto Rico. Nach seiner Rückkehr folgte im September desselben Jahres eine Leihe an den UCR FC.
Im Sommer 2011 begann die erste von zwei Leihen zum AD Municipal Pérez Zeledón an, wo er mit einer Pause in der zweiten Jahreshälfte 2012 bis Sommer 2013 aktiv war. Im Sommer 2014 wechselte er in die MLS zu dem kanadischen Franchise Vancouver Whitecaps. Hier spielte er einige Jahre und wechselte Anfang 2019 ligaintern in die USA zum FC Cincinnati. Seit Mitte Januar 2021 ist er wieder beim CD Saprissa unter Vertrag.

### Nationalmannschaft
Sein erster bekannter Einsatz für die A-Nationalmannschaft war bei einem 1:0-Freundschaftsspielsieg über Kanada am 28. Mai 2013. Anschließend kam er noch bei einem Qualifikationsspiel für die Weltmeisterschaft 2014 zum Einsatz.
Ab 2015 kamen weitere Einsätze hinzu. Nebst Einsätzen bei der Qualifikation für die Weltmeisterschaft 2018 wurde er auch in zwei Partien beim Copa América Centenario 2016 aufgeboten. Beim Gold Cup 2017 stand er ebenfalls im Kader, kam jedoch erst im Viertel- als auch Halbfinalspiel zum Einsatz. Nach der erfolgreichen Qualifikation stand er auch im Kader bei der Endrunde der Weltmeisterschaft 2018, wo er beim 2:2-Gruppenspiel gegen die Schweiz zum Einsatz kam.
Weitere Turniere waren der Gold Cup 2019 sowie die Saison 2019–21 der Nations League und der Gold Cup 2021. Zuletzt kam er im Gold Cup 2023 zum Einsatz.